# Carmen Maura

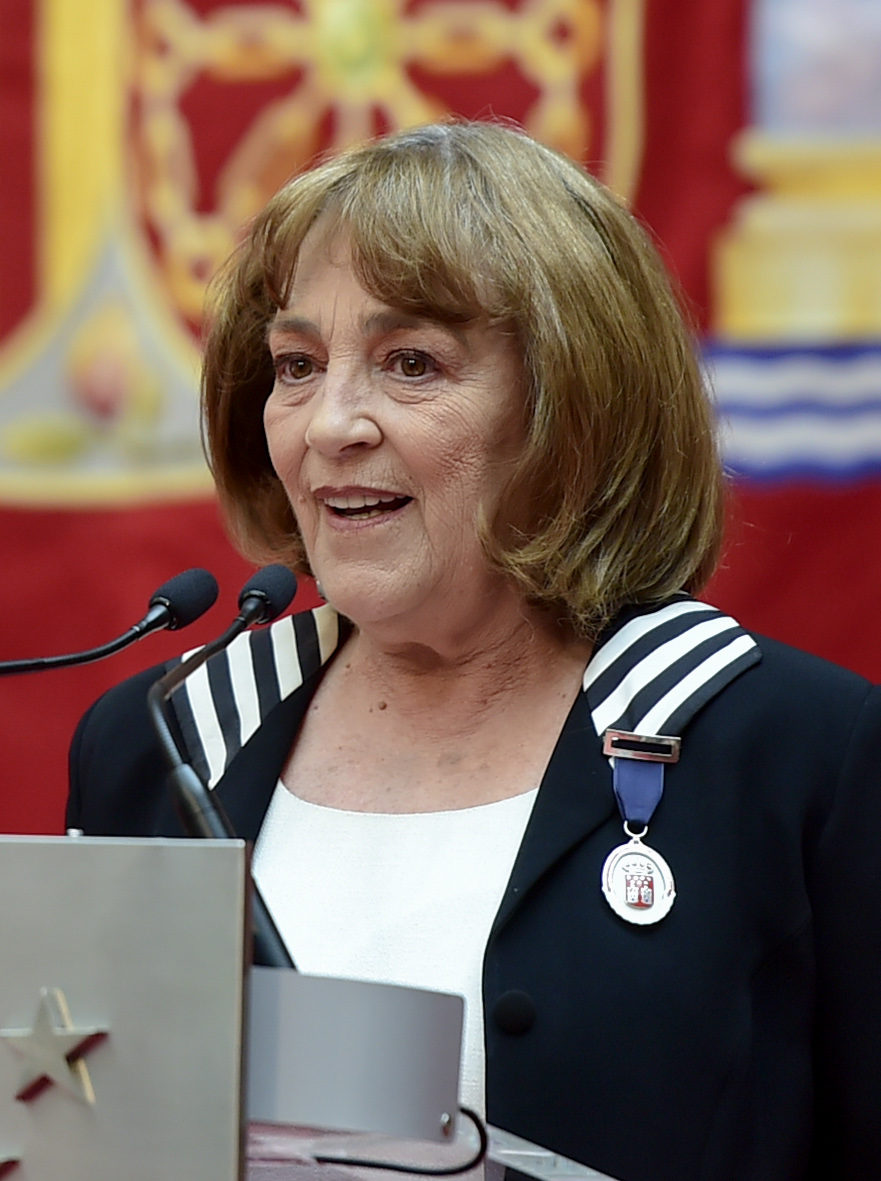
Carmen Maura

Carmen García Maura (* 15. September 1945 in Madrid, Spanien) ist eine spanische Schauspielerin. Bekannt wurde sie vor allem durch ihre Zusammenarbeit mit dem Regisseur Pedro Almodóvar.

## Familie
Carmen Mauras Eltern waren Salvador García y Santa-Cruz und Carmen Maura y Arenzana. Ihr Großonkel war der mehrmalige spanische Ministerpräsident Antonio Maura Montaner. Maura ist zudem eine Cousine des Schriftstellers Jorge Semprún.
Von 1966 bis 1970 war sie mit dem Juristen Francisco Forteza Pujol verheiratet. Sie bekamen zwei Kinder, María del Carmen und Pablo. Später war sie mit Antonio Moreno Rubio liiert; die Beziehung endete 1995, als bekannt wurde, dass er ihr Vermögen veruntreut und ihren Bankrott verursacht hatte.

## Werk
Während ihres Studiums trat Maura erstmals als Theaterschauspielerin in Erscheinung. Es folgten Tätigkeiten als Leiterin einer Kunstgalerie und Moderatorin im Fernsehen. Ende der 1960er Jahre war sie erstmals in Kurzfilmen zu sehen. Nach Nebenrollen in einigen Fernsehserien und Spielfilmen hatte sie in Fernando Colomos Komödie Papiertiger 1977 ihre erste erfolgreiche Rolle. Obwohl sie auch einige dramatische Rollen annahm, feierte sie in den 1980er Jahren vor allem mit Komödien Erfolge.
1978 begann Maura mit dem Regisseur Pedro Almodóvar zusammenzuarbeiten. Sie spielte in Pepi, Luci, Bom und der Rest der Bande (1980), Das Kloster zum heiligen Wahnsinn (1983), Womit hab’ ich das verdient? (1984), Matador (1986) und Das Gesetz der Begierde (1987). Für die Oscar-nominierte Komödie Frauen am Rande des Nervenzusammenbruchs (1988), in der sie neben Antonio Banderas spielt, erhielt sie einen Goya und den europäischen Filmpreis Felix. Einen weiteren Felix gewann sie 1991 für Carlos Sauras Ay Carmela! – Lied der Freiheit. Für dieselbe Rolle erhielt sie auch ihren zweiten Goya. Der dritte Goya folgte 2001 für Allein unter Nachbarn – La comunidad. Für Pedro Almodóvars Volver – Zurückkehren erhielt sie bei der 21. Goya-Verleihung den Preis als Beste Nebendarstellerin und 2006 gemeinsam mit ihren Filmkolleginnen Penélope Cruz, Lola Dueñas, Blanca Portillo, Yohana Cobo und Chus Lampreave den Darstellerpreis auf den 59. Filmfestspielen von Cannes. 2007 wurde sie für ihr Lebenswerk mit dem Excellence Award des Filmfestivals von Locarno ausgezeichnet. 2012 folgte für Mauras Darstellung eines spanischen Dienstmädchens in Philippe Le Guays französischer Filmkomödie Nur für Personal! (2010) ein César für die beste Nebendarstellerin. 2013 erhielt sie erneut einen Preis für ihr Lebenswerk, den Donostia des Festivals von San Sebastián. 2018 wurde sie in die Academy of Motion Picture Arts and Sciences berufen, die jährlich die Oscars vergibt.

## Filmografie
| - 1969: El espíritu (Kurzfilm) - 1971: Mantis (Kurzfilm) - 1971: El hombre oculto - 1973: El asesino está entre los trece - 1973: Un casto varón español - 1974: Tanata - 1974: Juan y Manuela (Fernsehserie) - 1974: Don Juan (Kurzfilm) - 1974–1975: Suspiros de España (Fernsehserie) - 1975: Vida íntima de un seductor cínico - 1975: La encadenada - 1975: El Love feroz - 1975: Eleonore (Leonor) - 1976: La petición - 1976: Pomporrutas imperiales (Kurzfilm) - 1976: Ir por lana (Kurzfilm) - 1976: Una pareja como las demás (Kurzfilm) - 1976: La mujer es cosa de hombres - 1976: El libro del buen amor II - 1977: Papiertiger (Tigres de papel) - 1978: Menos mi madre y mi hermana (Kurzfilm) - 1978: ¿Qué hace una chica como tú en un sitio como éste? - 1978: Mi blanca Varsovia (Kurzfilm) - 1978: Folle… folle… fólleme Tim! - 1978: De fresa, limón y menta - 1978: Mit verbundenen Augen (Los ojos vendados) - 1979: Café, amor y estereofonía (Kurzfilm) - 1979: Tal vez mañana… (Kurzfilm) - 1979: El coleccionismo y los coleccionistas (Fernsehserie) - 1980: La mano negra - 1980: Cervantes (Fernsehserie) - 1980: Aquella casa en las afueras - 1980: Pepi, Luci, Bom und der Rest der Bande (Pepi, Luci, Bom y otras chicas del montón) - 1980: El hombre de moda - 1981: Gary Cooper, der du bist im Himmel (Gary Cooper, que estás en los cielos) - 1983: Das Kloster zum heiligen Wahnsinn (Entre tinieblas) - 1983: El cid cabreador - 1984: La huella del crimen: El crimen de la calle Fuencarral (Fernsehfilm) - 1984: Sal gorda - 1984: Womit hab’ ich das verdient? (¿Qué he hecho yo para merecer esto!!) - 1985: Extramuros - 1985: Sé infiel y no mires con quién - 1986: Matador - 1986: Delirios de amor - 1986: Tata mía - 1987: Das Gesetz der Begierde (La ley del deseo) - 1988: Die Frau deines Lebens – Die Raffinierte (La mujer de tu vida: La mujer feliz, Fernsehfilm) - 1988: Frauen am Rande des Nervenzusammenbruchs (Mujeres al borde de un ataque de nervios) - 1988: Baton Rouge – Tödliche Therapie (Baton Rouge) - 1989: Mieux vaut courir (Fernsehfilm) - 1990: Ay Carmela! – Lied der Freiheit (¡Ay, Carmela!) - 1991: Perfekte Frauen haben’s schwer (Cómo ser mujer y no morir en el intento) - 1991: Chatarra - 1992: Verschwörung der Kinder (Sur la terre comme au ciel) | - 1992: La reina anónima - 1993: Die Kindheit des Sonnenkönigs (Louis, enfant roi) - 1993: Sombras en una batalla - 1994: Cómo ser infeliz y disfrutarlo - 1995: El rey del río - 1995: Parella de tres - 1995: El palomo cojo - 1995: Das Glück liegt in der Wiese (Le bonheur est dans le pré) - 1996: Amores que matan - 1997: Tortilla y cinema - 1997: Alliance cherche doigt - 1997: Die Schwächen der Frauen (Elles) - 1998: Alice & Martin (Alice et Martin) - 1998: Reise ins Nichts (El entusiasmo) - 1999: El cometa - 1999: Im Schatten von Lissabon (Lisboa) - 1999: Superlove - 2000: Une mère en colère (Fernsehfilm) - 2000: Carretera y manta - 2000: Le harem de Mme Osmane - 2000: Allein unter Nachbarn – La comunidad (La Comunidad) - 2001: El Apagón (Kurzfilm) - 2001: Vier Frauen gegen eine Bank (El palo) - 2001: Arregui, la noticia del día - 2001: Clara y Elena - 2002: Assassini dei giorni di festa - 2002: Mutter gesucht (Valentín) - 2002: 800 Bullets (800 balas) - 2003: Juliette und ihr Bauch (Le ventre de Juliette) - 2003: Pakt des Schweigens – Ein blutiges Geheimnis (Le pacte du silence) - 2003: Arroz y tartana (Fernsehfilm) - 2004: Mentir un peu (Fernsehfilm) - 2004: 25 Grad im Winter (25 degrés en hiver) - 2004: La promesa - 2004: Al otro lado - 2004: Entre vivir y soñar - 2005: Schwule Mütter ohne Nerven (Reinas) - 2005: Free Zone - 2006: Volver – Zurückkehren (Volver) - 2007: El menor de los males - 2008: Wunder dauern etwas länger - 2009: Tetro - 2010: Le Mac – Doppelt knallt’s besser (Le Mac) - 2010: Nur für Personal! (Les femmes du 6ème étage) - 2012: Paulette – Regie: Jérôme Enrico - 2013: Brief an Evita (Carta a Eva) – Regie: Agustí Villaronga - 2013: Die Hexen von Zugarramurdi (Las brujas de Zugarramurdi) - 2015: La vanité - 2015: Die fast perfekte Welt der Pauline (Les chaises musicales) - 2019: Leute kommen und gehen (Gente que viene y bah) - 2020: Jemand muss sterben (Alguien tiene que morir, Miniserie, 3 Folgen) - 2020: Chasing Wonders - 2022: Limbo (Fernsehserie, 1 Folge) - 2022: Rainbow |

## Auszeichnungen und Nominierungen (Auswahl)

### Goya
- 1989: Beste Hauptdarstellerin (Frauen am Rande des Nervenzusammenbruchs)
- 1991: Beste Hauptdarstellerin (Ay, Carmela!)
- 1994: Nominiert – Beste Hauptdarstellerin (Sombras en una batalla)
- 2000: Nominiert – Beste Hauptdarstellerin (Im Schatten von Lissabon)
- 2001: Beste Hauptdarstellerin (Allein unter Nachbarn – La comunidad)
- 2007: Beste Nebendarstellerin (Volver – Zurückkehren)

### Sonstige
- 2015: Schauspielpreis Die Europa des Internationalen Filmfestivals Braunschweig
- 2018: Europäischer Filmpreis – Europäischer Filmpreis für ein Lebenswerk[2]